# Тета-ритм

Тета-ритм

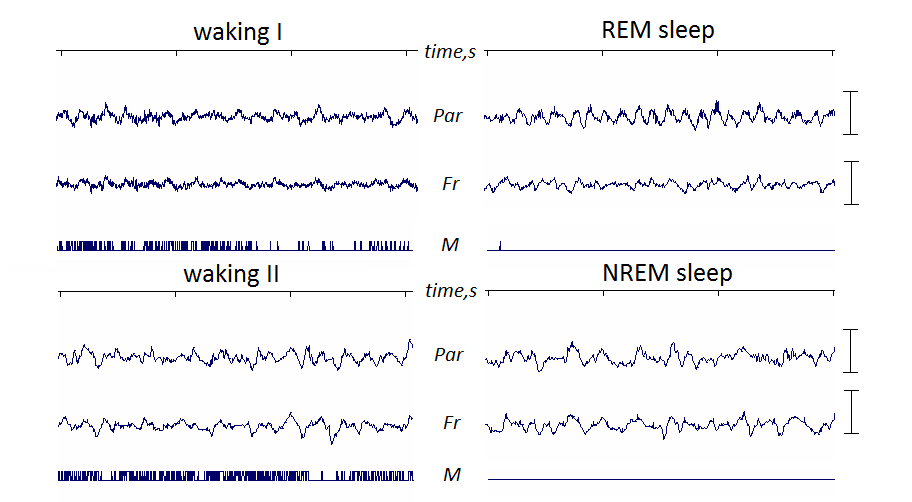
Основні патерни нормальної ЕЕГ миші.
Верхня лінія - секундні відмітки часу, Par - активність тім'яних поверхневих електродів (розташовані близько до гіпокампу), Fr - активність префронтальних поверхневих електродів, M - датчик рухів, амплітудна шкала 1000мкВ. Waking I - поведінка І типу (довільна, орієнтувальна, досліджувальна), ЕЕГ містить виражений тета-ритм (коливання близько 8Гц) та швидкі низькоамплітудні коливання. Waking II - поведінка ІІ типу (автоматичні, ритмічні рухи або іммобілізація в стані притомності), ЕЕГ складається з нерегулярних високоамплітудних коливань. REM сон характеризується вираженим тета-ритмом (особливо у парієтальних відведеннях) та атонією скелетних м'язів (відсутність рухів), ЕЕГ виглядає подібно до waking I але містить менше високочастотних коливань. NREM або повільнохвильовий сон характеризується десинхронізованою ЕЕГ із високоамплітудними дельта-хвилями (1-4Гц), ЕЕГ виглядає подібно активності waking II.

Тета-ритм (θ-ритм) — ритм ЕЕГ на частоті 4-8 Гц з амплітудою 10-100 мкВ.
Цей ритм присутній завжди, але найбільш виражений під час неглибокого сну. Найбільш яскраво відповідна динаміка виражена у дітей віком 2-8 років.
Для вимірювання ритмів мозку застосовують електроенцефалограму. Спеціалісти, що цим займаються, стверджують, що загальний вигляд цього ритму такий, як показано на малюнку.
Емоційне напруження та інтенсивна розумова робота призводять до збільшення спектральної щільності потужності тета-хвиль і збільшення просторової синхронізації між ними.